# MAPEI Stadium - Città del Tricolore
El MAPEI Stadium - Città del Tricolore (anteriormente llamado Stadio Giglio) es un estadio de fútbol situado en la ciudad de Reggio Emilia, en la provincia de Reggio Emilia, Italia. El recinto sustituyó en 1995 al antiguo Stadio Mirabello construido en 1910. 
El estadio posee una capacidad total de 29 546 asientos, pero por razones de seguridad la capacidad está limitada a 20 084 espectadores. El 11 de marzo de 2012, el estadio fue renombrado Stadio di Città del Tricolore Reggio Emilia. Solo un año más tarde, la compañía italiana MAPEI adquirió los derechos sobre el nombre de la instalación deportiva, pasando el recinto a llamarse MAPEI Stadium - Città del Tricolore.
Es el estadio del club de fútbol AC Reggiana y, transitoriamente, del Sassuolo (desde 2013). También fue sede del Atalanta de Bérgamo en los partidos que jugó de la UEFA Europa League, en las temporadas 2017-18 y 2018-19 debido a que su estadio, el Gewiss Stadium, no cumplía con los requisitos mínimos de UEFA para torneos europeos. 

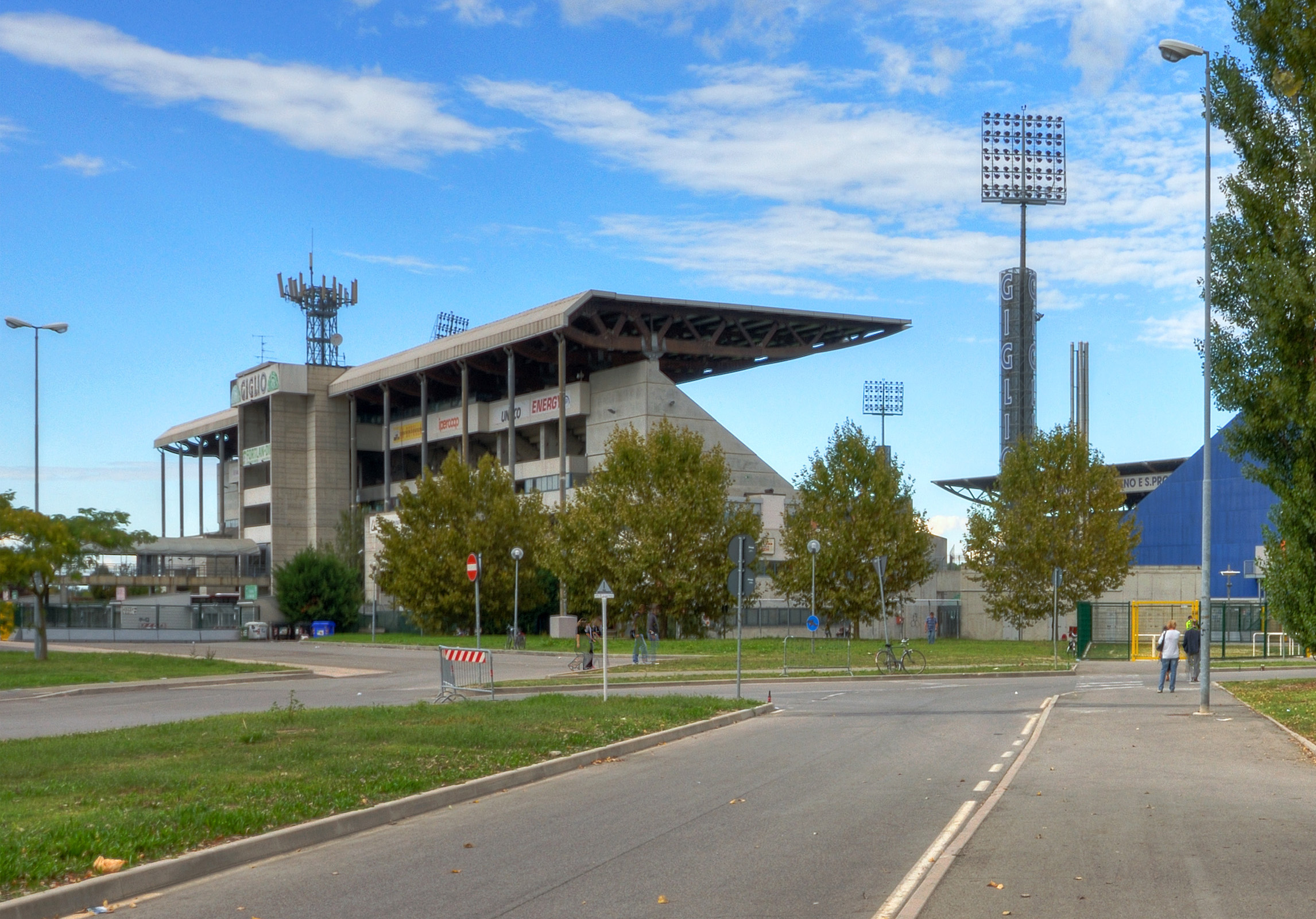
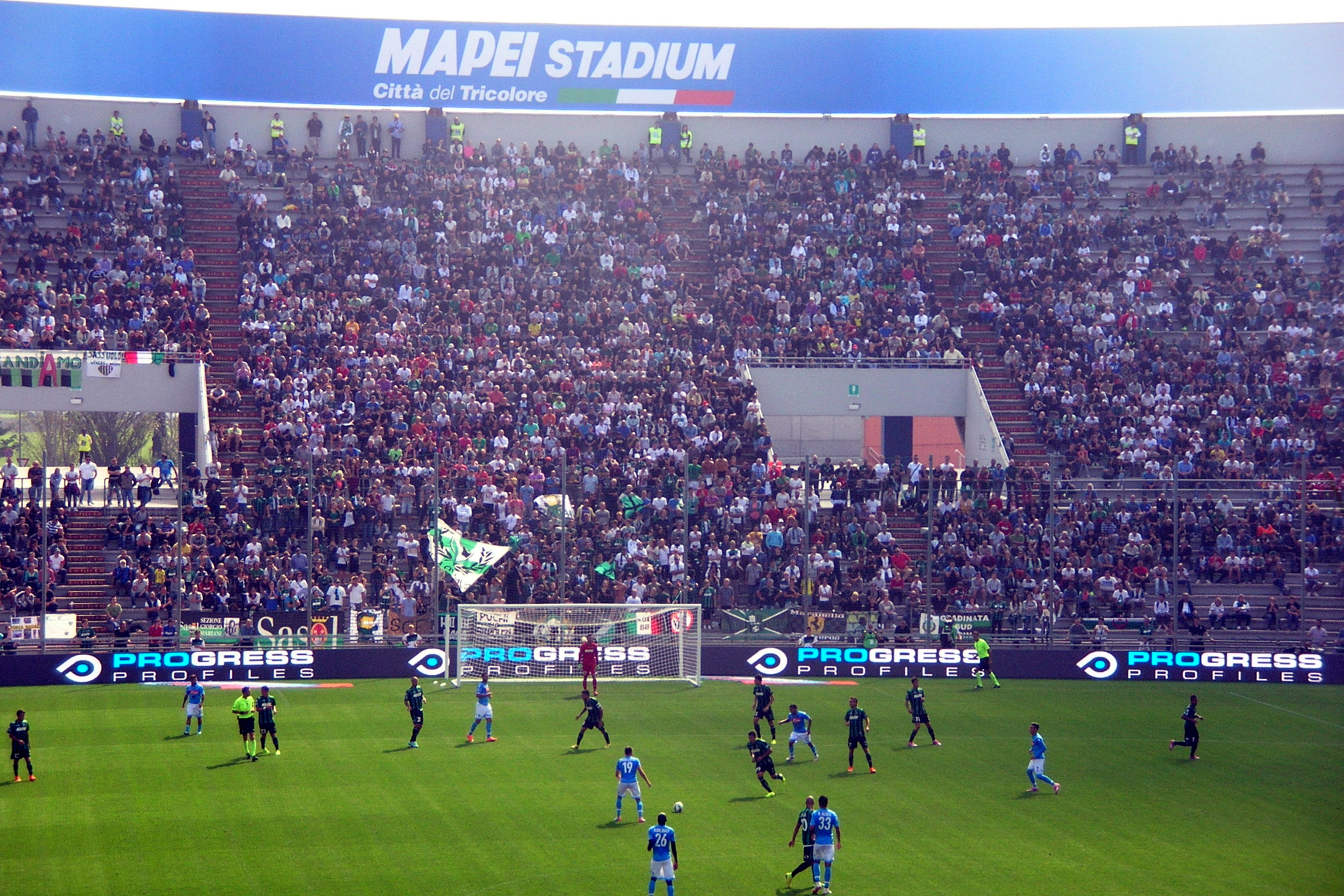